# Wuthering Heights (Band)
Wuthering Heights ist eine dänische Metalband aus Kopenhagen, die eine Mischung aus Progressive Metal, Folk Metal, und Power Metal spielt.

## Geschichte
Die Band gründete sich 1989 unter dem Namen Angelica, für die erste Demokassette (Tales from the Woods) Ende 1992 benannte man sich jedoch in Minas Tirith um. Vor den Aufnahme zum zweiten Demo 1995 änderte man den Bandnamen zu Vergelmir, eine weitere Umbenennung erfolgte schließlich zu Wuthering Heights. Unter diesem Namen wurde 1999 das Album Within veröffentlicht, gefolgt 2002 von To Travel For Evermore und Far From the Madding Crowd im Jahre 2004. Der erste Auftritt außerhalb Europas folgte im Sommer 2004 auf dem ProgPower-Festival in Atlanta. Filmaufnahmen dieses Auftritts sollten zunächst als Bonus-DVD dem vierten Album beigegeben werden, man entschied sich jedoch stattdessen für eine Bonus-Live-CD. Diese vierte Veröffentlichung der Band im Jahre 2006 trug den Namen The Shadow Cabinet. Das einzige verbleibende Gründungsmitglied der Band, die derzeit bei Locomotive Records unter Vertrag steht, ist Erik Ravn. Im März 2011 wurde aufgrund von Ravns Rückenproblemen die Band auf unbestimmte Zeit auf Eis gelegt, jedoch nicht aufgelöst.
Im Dezember 2015 kündigte Ravn an, die gesamte Diskographie von Wuthering Heights mit Neuaufnahmen und neuem Material wiederveröffentlichen zu wollen. Mit den ersten Demo-Aufnahmen eines neuen Liedes begann die Band im Oktober 2016. Neben einem neuen, im November 2018 angekündigten Projekt namens Beltane Born schritten die Arbeiten an der Wiederveröffentlichung stetig voran. Im Dezember 2019 schrieb Ravn, die Arbeiten seien bald abgeschlossen und er erwarte eine Veröffentlichung im kommenden Jahr.

## Stil

### Musik
Der von der Band gespielte Stil verbindet Elemente mehrerer Metal-Richtungen, so werden traditioneller Heavy Metal, Power Metal und Speed Metal mit Einflüssen aus dem Folk verbunden. Verwendete Instrumente sind beispielsweise Dudelsack, Violine und Flöte. Bezeichnend für den Power-Metal-Anteil der Stücke sind markante Melodien und sauberer Gesang. Die Band wird häufig dem Progressive Metal zugeschrieben, musikalische Nachbarn sind jedoch eher Falconer und Elvenking.

### Texte
Wuthering Heights schreiben häufig über Tolkien-beeinflusste Fantasy (manchmal mit Bezug auf Orte und Kreaturen in Tolkiens Welt) und Folklore, mit Betonung auf Naturthemen. Bezüge zum 19. Jahrhundert sind in den Texten kaum vorhanden, obwohl man das aus dem Bandnamen schließen könnte, der auf dem 1847 veröffentlichten Werk Wuthering Heights der britischen Autorin Emily Brontë basiert. Der Titel des dritten Albums Far From the Madding Crowd basiert zudem auf dem gleichnamigen Werk des Schriftstellers Thomas Hardy.

## Diskografie
Alben
- 1997: Within (Demo)
- 1999: Within
- 2002: To Travel for Evermore
- 2004: Far From the Madding Crowd
- 2006: The Shadow Cabinet (Studio + Bonus-Live-CD)
- 2010: Salt